# Partido Comunista da Armênia
O Partido Comunista da Armênia (em armênio/arménio:  Հայաստանի կոմունիստական կուսակցություն, ՀԿԿ; Hayastani Komunistakan Kusaktsutyun, HKK) é um partido comunista da Armênia. Ele considera-se o sucessor da ramificação armena do Partido Comunista da União Soviética. É o principal partido comunista na Armênia, e, em 2006, declarava ter 18.000 membros, a maioria idosos.